# Thouarella (Euthouarella) laxa
Thouarella (Euthouarella) laxa is een zachte koraalsoort uit de familie Primnoidae. De koraalsoort komt uit het geslacht Thouarella. Thouarella (Euthouarella) laxa werd in 1906 voor het eerst wetenschappelijk beschreven door Versluys. 